# 关岛大学
13°26′N 144°48′E / 13.433°N 144.800°E
关岛大学（英語：University of Guam, UOG）成立于1952年，是一所四年制公立赠地大学，位于美国西太平洋属地关岛的孟伊劳村。现任校长为罗伯特·安德伍德博士。2008年秋季，关岛大学有180名全职教职人员和3387名学生，其中亚太岛屿裔学生比率91%，全日制学生比率69%。

## 历史
关岛大学的历史可追溯至成立于1952年6月的关岛属地学院（Territorial College of Guam）。这所两年制学院由当时的关岛政府创办，地点设在Mongmong村的一所高中校园内，主要职能是教师的培养与培训，创办初期有13名员工和200名学生。
1960年，关岛属地学院搬迁至位于孟伊劳村的现址，启用一座两层的教学楼，同时扩大了办学规模。1965年，学院升格为四年制院校。1968年8月12日，学院更名为关岛大学。同年，关岛大学的员工和学生数分别增长到130人和1800人。之后的几年，多座新建筑相继落成，其中包括图书馆、各院系楼及学生宿舍等。
1972年6月22日，根据美国国会的一项法案，关岛大学被列为赠地大学。1976年10月4日，关岛大学获得行政自治权。

## 教学
关岛大学设有5个學院，分别是文學及社會科學学院、自然及应用科学学院、商業及公共行政学院、教育学院以及护理与健康科学学院。
关岛大学开办的硕士学位项目有文学硕士（美术、咨询、英语、密克罗尼西亚研究等）、工商管理职业硕士、公共行政硕士、教育硕士（行政与管理、语言文学、中等教育、特殊教育、TESOL等）、理学硕士（生物、环境科学、临床心理学等）以及社会学硕士等；此外还开办了密克罗尼西亚研究的非学位硕士项目。另外，关岛大学还开办了许多职业教育与社区教育课程。